# GB Railfreight

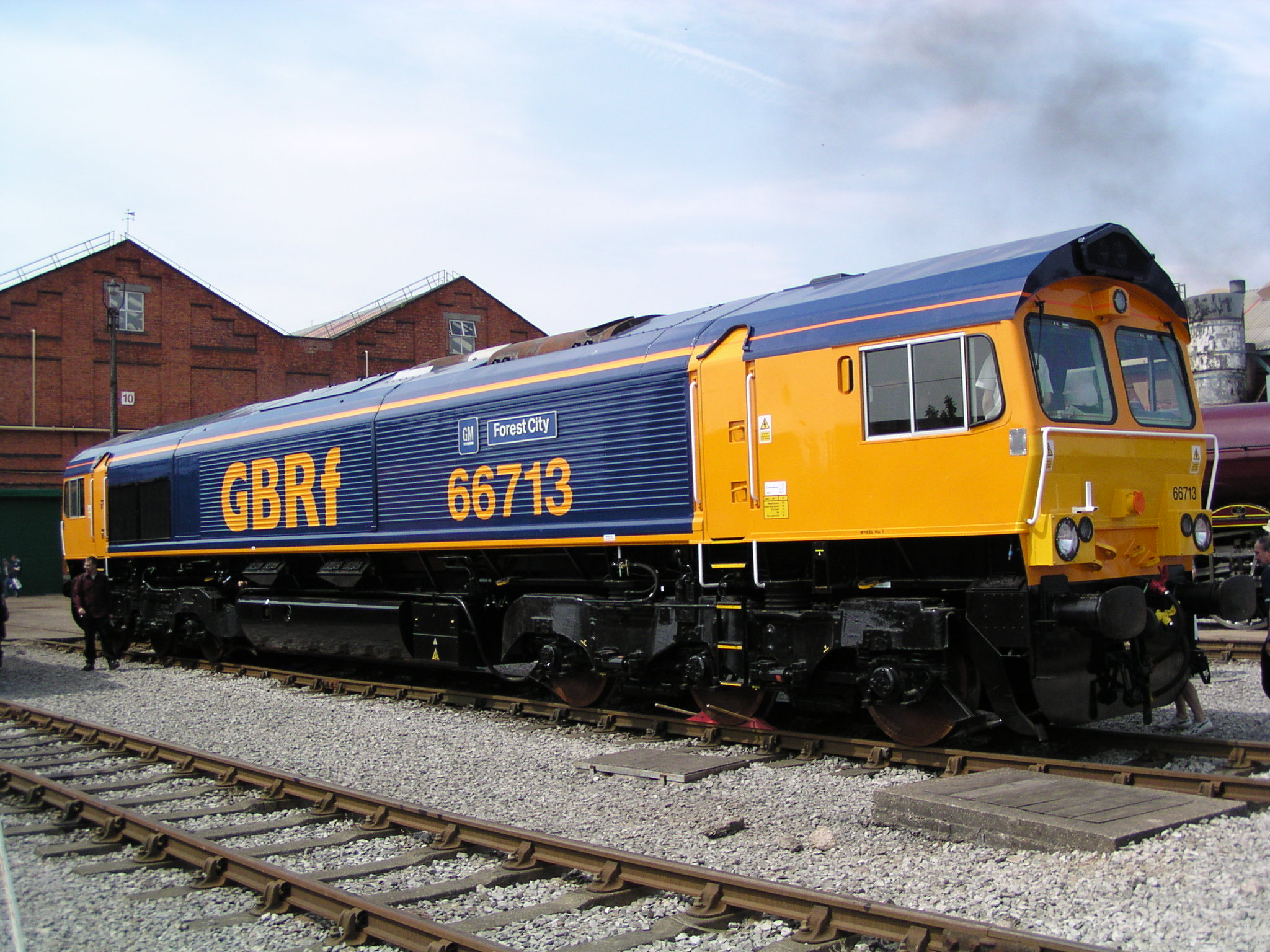
Diesellokomotive der GB Railfreight Ltd

GB Railfreight, abgekürzt GBRf, ist eine britische Eisenbahngesellschaft, die Güterverkehr anbietet. Das 1999 gegründete Unternehmen ist heute Teil der Infracapital.

## Geschichte
Das Unternehmen GB Railfreight Ltd wurde 1999 durch die damalige GB Railways Group Plc als Betreiber von Schienengüterverkehren gegründet. Die GB Railways Group, der zum damaligen Zeitpunkt auch die Bahngesellschaften Anglia Railways und Hull Trains angehörten, wurde damit zum ersten Unternehmen, das seit der Privatisierung von British Rail sowohl Schienenpersonen- als auch Güterverkehr anbot.
GB Railfreight nahm im April 2000 die Geschäftstätigkeit auf und begann mit dem Aufbau von Unternehmensstrukturen. Die Zulassung als Eisenbahnverkehrsunternehmen erhielt die Gesellschaft am 18. Juli 2000. Der planmäßige Bahnbetrieb konnte am 31. März 2001 aufgenommen werden. Mit dem Erwerb der GB Railways Group durch die First Group wechselte 2003 auch der Eigentümer von GB Railfreight. Während der Zugehörigkeit zur First Group firmierte das Unternehmen unter First GBRf.
Am 1. Juni 2010 wurde GB Railfreight für 26,3 Millionen Britische Pfund an die Eurotunnel-Tochtergesellschaft Europorte verkauft. 2016 verkaufte Europorte das Unternehmen an den Finanzinvestor EQT, der GB Railfreight in die Hector Rail einbrachte. Ende 2019 wurde GB Railfreight an Infracapital, einen in London ansässigen Finanzinvestor, verkauft.

## Verkehrsleistungen
GB Railfreight hatte 2003 einen Marktanteil von etwa 2 % auf dem britischen Schienengüterverkehrsmarkt, der bis 2005 etwa verdoppelt wurde.

### Transporte für Railtrack/Network Rail und Metronet
Bereits im April 2000 konnte GB Railfreight mit Railtrack, dem damaligen Betreiber der öffentlichen britischen Eisenbahninfrastruktur, einen ab April 2001 über acht Jahre gültigen Vertrag zum Transport von Baumaterial (vor allem Schotter) zu Baustellen im Schienennetz abschließen. Dieser Vertrag besteht auch nach der zwischenzeitlich erfolgten Umstrukturierung von Railtrack zu Network Rail fort. Die Transporte wurden zunächst vor allem im Osten Englands (East Anglia, East Midlands) abgewickelt. Zum 4. Juli 2001 wurde der Vertrag erweitert und schließt seither auch Transporte in den Regionen Yorkshire and the Humber, North East England und Greater London ein. Anfang 2004 wurde die Transportleistung erneut, in diesem Fall um etwa 30 %, erhöht.
Auch am Bau der Sektion 1 von High Speed 1 war GB Railfreight beteiligt, indem das Unternehmen Fahrzeuge und Personal für die Elektrifizierungsarbeiten stellte.
Im Oktober 2005 schlossen GB Railfreight und Metronet, das für den Unterhalt eines Teils der London Underground verantwortliche Unternehmen, einen Transportvertrag ab. In dessen Rahmen wird GB Railfreight über einen Zeitraum von zehn Jahren die Materialbeförderung zwischen einem zentralen Lagerplatz in Wellingborough (Northamptonshire) und verschiedenen Baustellen im Netz der London Underground abwickeln.

### Container
Im Februar 2002 begann GB Railfreight mit der Abwicklung eines Großauftrags für das Speditionsunternehmens Medite Shipping, Ipswich. Über einen Zeitraum von fünf Jahren befördert GB Railfreight seither Container zwischen dem Hafen Felixstowe in East Anglia und den Orten Doncaster und Selby in Yorkshire. Eine zweite Verbindung wurde am 24. April 2002 zwischen Felixstowe und Hams Hall nahe Birmingham eingerichtet. Beide Verbindungen wurden zunächst drei- bzw. zweimal wöchentlich angeboten, ab September 2002 je fünfmal wöchentlich. Seit 16. Januar 2006 werden zwischen Felixstowe und Doncaster auch fünf GB-Railfreight-Containerzüge pro Woche angeboten, die allen Verladern offenstehen.
Im Oktober 2003 nahm GB Railfreight weitere Containertransporte zwischen Felixstowe und Hams Hall auf. Im Gegensatz zu den Transporten für Medite Shipping stehen diese Züge jedem interessierten Unternehmen, das Container und Wechselbrücken auf dieser Relation befördern möchte, ohne langfristige Vertragsbindung offen.
Ebenfalls im Herbst 2003 konnte GB Railfreight einen Vertrag mit der Supermarktkette ASDA abschließen, der den Transport von Containern zwischen Felixstowe und Daventry (in den East Midlands) beinhaltet.
Seit Herbst 2004 bietet GB Railfreight zweimal wöchentlich eine Zugverbindung zwischen den Midlands und dem Containerhafen Thamesport in Kent an.

### Gips
Im September 2002 wickelte GB Railfreight einen Auftrag über den einmaligen Transport von 20.000 Tonnen Import-Gips von Hull nach Cumbria für British Gypsum ab. In Folge konnte GB Railfreight einen größeren Auftrag von British Gypsum gewinnen. Seit März 2003 befördert das Unternehmen Gips, das in der Rauchgasentschwefelung des Kraftwerks "West Burton" in Nottingham entsteht, in Ganzzügen zu verschiedenen Zielen in England. Im September 2003 wurden entsprechende Transporte ausgehend vom Kraftwerk Drax nahe Selby aufgenommen. Darüber hinaus befördert GB Railfreight auch im Hafen Southampton angelandeten Import-Gips.

### Post
Die britische Post, Royal Mail, beauftragte GB Railfreight im Herbst 2004 zur Probe über einen Zeitraum von vier Monaten mit der Beförderung von Brief- und Paketpost zwischen Willesden (London) und Shieldmuir nahe Glasgow. Royal Mail hatte den regelmäßigen Bahntransport, mit dem zuletzt die English, Welsh & Scottish Railway (EWS) beauftragt war, Anfang 2004 aufgegeben. Der Probeverkehr wurde vom 29. November bis zum 22. Dezember 2004 und vom 10. Januar 2005 bis März 2005 durchgeführt.
Am 19. Mai 2005 unterzeichneten Royal Mail und GB Railfreight daraufhin einen Vertrag, in dessen Rahmen GB Railfreight zunächst bis März 2006 Post in zwei wochentags verkehrenden Zugpaaren zwischen Willesden und Shieldmuir Post befördert. Die Laufzeit wurde anschließend um ein weiteres Jahr verlängert. Der Vertrag kann in beiderseitigem Einverständnis jeweils um ein Jahr verlängert werden. Die eingesetzten Fahrzeuge, elektrische Triebwagen der Reihe 325, werden durch Royal Mail gestellt.

### Nachtzug
Für die von Serco betriebenen Nachtzüge des Caledonian Sleeper stellt Railfreight seit 2015 die Traktion auf den elektrischen Strecken südlich von Glasgow und Edinburgh sowie die Diesellokomotiven auf den nördlich anschließenden Strecken nach Fort William, Inverness und Aberdeen.

### Überführungen
Eine von GB Railfreight dominierte Nische auf dem britischen Schienen-Güterverkehrsmarkt ist die Überführung von Fahrzeugen, etwa vom Hersteller zum Betreiber oder von Abstellplätzen zur Verschrottung. Zu den größten Kunden von GB Railfreight zählt hierbei das Leasingunternehmen Angel Trains.

## Triebfahrzeuge
GB Railfreight verfügt derzeit über 80 Lokomotiven. Den größten Anteil stellen dabei 88 in mehreren Bauserien fabrikneu von General Motors-EMD beschaffte Großdiesellokomotiven des Typs JT42CWR („class 66“).
| Baureihe | Typ                                     | Baujahr   | Anzahl | Leistung                              | V/max    | F/max  |
| -------- | --------------------------------------- | --------- | ------ | ------------------------------------- | -------- | ------ |
| Class 08 | Rangierlokomotive (Diesel)              | 1952–1962 | 2      | 300 kW                                | 32 km/h  | 160 kN |
| Class 47 | Diesellokomotive                        | 1962–1968 | 3      | 2.750 kW                              | 153 km/h | 267 kN |
| Class 50 | Diesellokomotive                        | 1967–1968 | 2      | 2.700 kW                              | 161 km/h | 216 kN |
| Class 59 | Diesellokomotive                        | 1985      | 1      | 2.460 kW                              | 120 km/h | 508 kN |
| Class 60 | Diesellokomotive                        | 1989–1993 | 10     | 3.100 kW                              | 97 km/h  | 474 kN |
| Class 66 | Diesellokomotive                        | ab 2002   | 88     | 2.385 kW                              | 120 km/h | 409 kN |
| Class 69 | Diesellokomotive                        | 1976–1984 | ca. 10 |                                       |          |        |
| Class 73 | Zweikraftlokomotive (Elektrisch/Diesel) | ab 1966   | 15     | 1.193 kW (Elektrisch) 447 kW (Diesel) | 145 km/h | 179 kN |
| Class 92 | Elektrolokomotive                       | ab 1993   | 12     | 5.040 kW                              | 140 km/h | 400 kN |
| Di 8     | Diesellokomotive                        | 1996–1997 | 10     | 1.570 kW                              | 120 km/h |        |